# Fissidens pokhrensis
Fissidens pokhrensis là một loài Rêu trong họ Fissidentaceae. Loài này được Nork. ex S.S. Kumar mô tả khoa học đầu tiên năm 1979.